# Андреєв Анатолій Костянтинович
Анатолій Костянтинович Андреєв (англ. Anatolii Andreiev; 4 липня 1990, Харків, Українська РСР — 9 вересня 2024, Неліпівка, Бахмутський район, Донецька область, Україна) — український та німецький вчений-матеріалознавець,  Doktoringenieur, фахівець у галузі обробки металів тиском, адитивного виробництва та інженерії матеріалів. Солдат Національної гвардії України, загинув у бою за незалежність України під час російсько-української війни.

## Біографія
Народився 4 липня 1990 року в Харкові. Повну середню освіту здобув у місті Дніпро у школі № 67 у 2007 році. Того ж року вступив до Національної металургійної академії України (нині — Український державний університет науки і технологій), де у 2011 році захистив диплом бакалавра за напрямом «Металургія», а у 2012 році закінчив магістратуру зі спеціальності «Обробка металів тиском» з відзнакою. Отримав також другу вищу освіту економічного профілю. 
Під час навчання займався науковою роботою, досліджуючи процеси холодної пільгерної прокатки труб, волочіння прецизійних труб і випробування кільцевих зразків на розрив. Проходив практику на Нижньодніпровському трубопрокатному заводі компанії «Інтерпайп» та в Institut für Werkstoffkunde  Гановерського університету імені Готфріда Вільгельма Лейбніца.
У 2012 році вступив до аспірантури кафедри «Обробка металів тиском» Національної металургійної академії України. У 2014 році перейшов на роботу до Lehrstuhl für Werkstoffkunde університету Падерборна (Німеччина), де розробляв тему «Kurzzeitaustenitisierung höchstfester Stähle — eine zeiteffiziente Methode zur Fertigung sicherheitsrelevanter Bauteile mit verbesserten Eigenschaften». Дисертацію на цю тему захистив в 2020 році з оцінкою «Відмінно» та отримав премію за найкращу дисертацію 2019/2020 років .

## Наукова діяльність
Анатолій Андреєв  спеціалізувався у галузі матеріалознавства та технологій обробки металів, досліджуючи взаємозв’язок між параметрами термомеханічної обробки, мікроструктурою та експлуатаційними властивостями металевих матеріалів. Його наукові інтереси охоплювали високотемпературні процеси, адитивні технології, мікроструктурну інженерію та механічне з’єднання різнорідних матеріалів.
У дослідженнях сталі 22MnB5 встановив, що короткочасна низькотемпературна аустенізація (2 с при 830–900 °C) з подальшим гартуванням забезпечує підвищені твердість, границю текучості та міцність порівняно з традиційним нагрівом
В галузі пресового гартування розробив технологію контактного нагріву за секунди як альтернативу печам, підтвердивши її ефективність на прикладі виготовлення елементів кузова автомобіля.
Вивчав процес friction-spinning, який поєднує локальне тертя та пластичну деформацію для контрольованої зміни структури зерна та механічних властивостей у трубчастих заготовках, що дає змогу отримувати деталі зі змінними характеристиками .
У сфері адитивного виробництва досліджував лазерне плавлення м’якомагнітних залізокремнієвих сплавів, розробив методи керування геометрією щілин у роторах зі ступінчастим перерізом, досягнувши зменшення втрат потужності до 43 %. Запропонував застосування попереднього підігріву робочої камери для уникнення тріщин у великогабаритних зразках із крихких сплавів з вмістом кремнію до 10 %. Визначив оптимальний склад (6,7 % Si) та режим термообробки для досягнення найвищої магнітної проникності.
Досліджував литі алюмінієві сплави системи Al–Si, встановивши залежність між швидкістю кристалізації, мікроструктурними параметрами та здатністю до механічного з’єднання, що є важливим для автомобілебудування.

## Особисте життя
Був фізично активним, займався марафонським бігом, велоспортом, плаванням, брав участь у змаганнях Hermannslauf  та тріатлоні, грав у футбольній команді в Падерборні. Головні риси характеру Анатолія - витривалість, дисциплінованість та постійна готовність склали основу його авторитету серед колег, друзів та студентів.

## Російсько-українська війна
З початком повномасштабного вторгнення Росії в Україну у 2022 році займався волонтерською діяльністю:
- за 48 годин організував збір коштів та допомоги для України;
- був серед засновників асоціації Ukraine Hilfe Paderborn e. V.[11];
- був ключовим контактом для поселення біженців у районі Падерборна;

У 2023 році прийняв рішення вступити до Національної гвардії України. Загинув 9 вересня 2024 року під час бою поблизу села Неліпівка Бахмутського району.